# Oliver Marchart
Oliver Marchart   (Viena, 1968) és un filòsof polític i sociòleg austríac. Els seus principals interessos de recerca inclouen la teoria social, el postmarxisme, el postestructuralisme, la investigació sobre els moviments socials, el precariat i l'anàlisi del discurs polític.

## Trajectòria
Marchart va estudiar filosofia a la Universitat de Viena i també va estudiar teoria política i anàlisi del discurs a la Universitat d'Essex amb Ernesto Laclau. El 1999, Machart es va doctorar en filosofia per la Universitat de Viena. L'any 2003 va realitzar el seu segon doctorat dirigit per Ernesto Laclau, i Étienne Balibar i Simon Critchley van ser els altres dos revisors de la seva tesi.
Del 2001 al 2006, Marchart va treballar com a investigador a l'Institut d'Estudis dels Mitjans de Comunicació de la Universitat de Basilea. Entre 2012 i 2016, va ser professor de sociologia a la Kunstakademie de Düsseldorf. Des del 2016 treballa a l'Institut de Ciència Política de la Universitat de Viena i ocupa la càtedra de teoria política, succeint a Eva Kreisky.

## Obra publicada
- Neoismus. Edition Selene, Klagenfurt/ Wien 1997, ISBN 3-85266-038-6.
- Die Verkabelung von Mitteleuropa. Medienguerilla – Netzkritik – Technopolitik. Edition Selene, Wien 1998
- Techno-Kolonialismus. Theorie und imaginäre Kartographie von Kultur und Medien. Löcker, Wien 2004, ISBN 978-3-85409-400-5.
- Neu beginnen. Hannah Arendt, die Revolution und die Globalisierung. Turia + Kant, Wien 2005, ISBN 978-3-85132-421-1.
- Post-foundational Political Thought. Political Difference in Nancy, Lefort, Badiou and Laclau. Edinburgh University Press, Edinburgh 2007, ISBN 978-0-7486-2498-0.
- Cultural Studies. UVK, Konstanz 2008, ISBN 978-3-8252-2883-5.
- Hegemonie Kunstfeld. Die documenta-Ausstellungen dX, D11, d12 und die Politik der Biennalisierung. Walther König, Köln 2008, ISBN 978-3-8656-0437-8.
- Die politische Differenz. Zum Denken des Politischen bei Nancy, Lefort, Badiou, Laclau und Agamben. Suhrkamp, Berlin 2010, ISBN 978-3-518-29556-4.
- Das unmögliche Objekt. Eine postfundamentalistische Theorie der Gesellschaft. Suhrkamp, Berlin 2013, ISBN 978-3-518-29655-4.[2]
- Die Prekarisierungsgesellschaft. Prekäre Proteste. Politik und Ökonomie im Zeichen der Prekarisierung. Transcript, Bielefeld 2013, ISBN 978-3-8376-2193-8.
- Thinking Antagonism. Political Ontology after Laclau. Edinburgh University Press, Edinburgh 2018, ISBN 9781474413312.
- Conflictual Aesthetics. Artistic Activism and the Public Sphere. Sternberg Press, Berlin 2019, ISBN 978-3-95679-204-5.

### Traduccions
- Chantal Mouffe: Das demokratische Paradox. Turia + Kant, Wien 2010, ISBN 978-3-85132-521-8.
- Ernesto Laclau: Emanzipation und Differenz. Turia + Kant, 3. Auflage Wien 2013, ISBN 978-3-85132-704-5.